# Isefjord
El Isefjord es una entrante del Kattegat en el norte de la isla de Selandia, en Dinamarca. Es el principal fiordo de la isla, con 450 km² y con una longitud de 50 km hasta su parte más interna, unos de los fiordos más largos del país.
Su nombre significa "fiordo cubierto de hielo".

## Geografía
La desembocadura del Isefjord se encuentra en su extremo norte. Se trata de un estrecho de unos 4 km entre las penínsulas de Odsherred y Halsnæs, un área rica en bancos de arena y poco profunda que sólo permite la navegación en ciertas partes. Al sur de la península de Halsnæs, al noreste del Isefjord, hay una entrante de menos de 1 km, que es la entrada del fiordo de Roskilde. De hecho, esta ramificación es la causa de que algunos consideren al fiordo de Roskilde como parte integral del Isefjord. Ambos fiordos están separados por la península de Hornsherred.

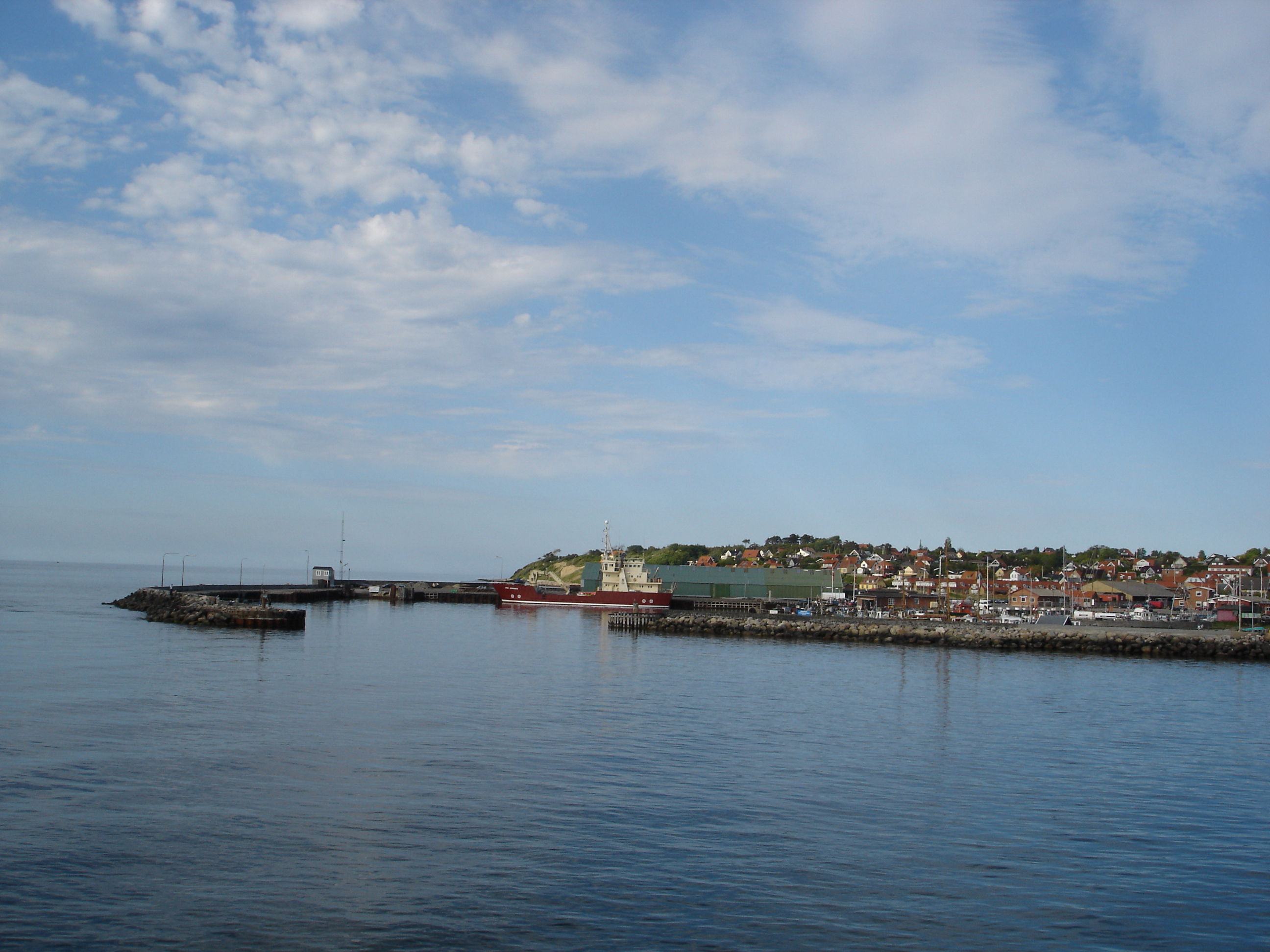
La localidad de Hundested, en la desembocadura del Isefjord.

### Yderbredning
Al sur de la desembocadura se encuentra la parte más amplia del Isefjord, llamada Yderbredning ("ensanche exterior"), con un área de unos 250 km². Esta parte limita al oeste con Odsherred, al este con Hornsherred y al sur con la isla Orø, e incluye la bahía de Nykøbing, al noroeste, y la bahía de Jægerspris, en el sureste.

### Lammefjord
Al sureste del Yderbredning se encuentra la más norteña de las dos ramificaciones occidentales del Isefjord, el Lammefjord. Éste sólo representa una porción de un antiguo fiordo mayor, parcialmente desecado en la primera mitad del siglo XX para aprovechar su lecho con fines agrícolas. Antiguamente, el fiordo llegaba hasta la localidad de Fårevejle Kirkeby.

### Fiordo de Holbæk
El Isefjord se estrecha a la altura de la isla Orø. Al sureste de la isla está el fiordo de Holbæk, donde se encuentra la ciudad del mismo nombre, que es la mayor de todo el litoral. Se extiende de este a oeste. Tiene una longitud de unos 6 km y una anchura de 1,5 km.

### Inderbredning y Tempelkrogen
El inderbredning se sitúa al oeste del fiordo de Holbæk y al sur de Orø está el Inderbredning ("ensanche interior"), es más ancho en su parte norte (4 km), pero estrecho en su parte sur, la bahía de Bramsnæs (500 m). El norte del Inderbredning hay algunas islas e islotes de litoral arenoso, como Langø, Lindholm y Ronø. Al sur de la bahía de Bramsnæs se encuentra la parte más sureña del Isefjord, llamada Tempelkrogen, que cuenta con seis pequeños islotes.